# Glide (API)
Glide是3dfx Interactive为其Voodoo 3D加速卡设计的3D图形应用程序接口（API）。Glide最初作为专有API发布，但后来被3dfx开放源码。它主要用于加速三维图形渲染，支持3D几何与纹理映射，但只适配Voodoo加速卡。3dfx的标准Glide API在20世纪90年代后期被业界广泛采用。然而好景不长，微软不断改进Direct3D，其他显卡供应商逐步提供OpenGL支持，市面上的产品种类日益丰富，导致Glide被淘汰。

## API
Glide基于OpenGL设计。OpenGL是一个大型图形库，其API中有336个调用，但其中不少的调用使用方面有限。3dfx选择主要对3D游戏实时渲染有用的功能整合进Glide库，使Voodoo加速卡能够完整支持该精简图形库。

## 在游戏中的使用
在90年代后期，由于Voodoo加速卡（Voodoo 1）性能出色，以及Glide在开发中易于使用，Voodoo加速卡占据了3D游戏市场。Glide的名称表明Glide API在OpenGL的基础上设计，同时也能避免与商标相关的问题。

## 模拟器
Glide模拟器的开发自90年代后期就一直进行。3dfx公司因此积极阻止这些行为，使用法律威胁关闭早期项目。然而，在其停止运营并被NVIDIA收购之前，3dfx采用开源许可协议发布了Glide API与Voodoo 2/3的技术规格，Glide从此变为开源项目。尽管此后没有只采用Glide进行加速渲染的游戏（主要使用Direct3D或OpenGL），但用户若想在非Voodoo硬件上使用Glide来运行早期的3D游戏，这需要使用Glide模拟器。随着规范与代码的开放，目前有几个模拟器能够模拟Glide API并运行老游戏。像是Glidos这类项目甚至允许更早期的游戏使用Glide加速。